# Rhythm of Love (album de Kylie Minogue)
Rhythm of Love este al treilea album al cântăreței Kylie Minogue. A fost lansat pe 12 noiembrie 1990, primind recenzii pozitive de la critici. All Music Guide a numit albumul „cel mai bun al ei din perioada Stock, Aitken & Waterman”. Rhythm of Love a fost un album de top10 în Australia și Marea Britanie, producând patru melodii de top 10.

## Track listing
| Standard edition |                              |                                        |                       |         |  |
| Nr.              | Titlu                        | Autor(i)                               | Producător(i)         | Lungime |  |
| 1.               | „Better the Devil You Know”  | Mike Stock Matt Aitken Pete Waterman   | Stock Aitken Waterman | 3:52    |  |
| 2.               | „Step Back in Time”          | Stock Aitken Waterman                  | Stock Aitken Waterman | 3:05    |  |
| 3.               | „What Do I Have to Do”       | Stock Aitken Waterman                  | Stock Aitken Waterman | 3:44    |  |
| 4.               | „Secrets”                    | Stock Aitken Waterman                  | Stock Aitken Waterman | 4:06    |  |
| 5.               | „Always Find the Time”       | Stock Aitken Waterman Rick James       | Stock Aitken Waterman | 3:36    |  |
| 6.               | „The World Still Turns”      | Kylie Minogue Michael Jay Mark Leggett | Jay                   | 4:00    |  |
| 7.               | „Shocked”                    | Stock Aitken Waterman                  | Stock Aitken Waterman | 4:48    |  |
| 8.               | „One Boy Girl”               | Minogue Willie Wilcox                  | Keith Cohen           | 4:35    |  |
| 9.               | „Things Can Only Get Better” | Stock Aitken Waterman                  | Stock Aitken Waterman | 3:57    |  |
| 10.              | „Count the Days”             | Minogue Stephen Bray                   | Bray Cohen            | 4:23    |  |
| 11.              | „Rhythm of Love”             | Minogue Bray                           | Bray Cohen            | 4:13    |  |
| Lungime totală:  | Lungime totală:              | Lungime totală:                        | Lungime totală:       | 44:28   |  |

| Limited gold edition bonus tracks |                                                   |                       |                       |         |  |
| Nr.                               | Titlu                                             | Autor(i)              | Producător(i)         | Lungime |  |
| 12.                               | „Step Back in Time” (Walkin' Rhythm mix)          | Stock Aitken Waterman | Stock Aitken Waterman | 7:55    |  |
| 13.                               | „What Do I Have to Do” (Between the Sheets remix) | Stock Aitken Waterman | Stock Aitken Waterman | 7:08    |  |
| 14.                               | „Shocked” (DNA mix)                               | Stock Aitken Waterman | Stock Aitken Waterman | 3:10    |  |

| Australian limited edition bonus tracks |                                                   |                       |                       |         |  |
| Nr.                                     | Titlu                                             | Autor(i)              | Producător(i)         | Lungime |  |
| 12.                                     | „Better the Devil You Know” (U.S. remix)          | Stock Aitken Waterman | Stock Aitken Waterman | 6:03    |  |
| 13.                                     | „Step Back in Time” (Walkin' Rhythm mix)          | Stock Aitken Waterman | Stock Aitken Waterman | 7:55    |  |
| 14.                                     | „What Do I Have to Do” (Between the Sheets remix) | Stock Aitken Waterman | Stock Aitken Waterman | 7:08    |  |

| Australian limited edition bonus disc/cassette – "Shocked" |                                   |                       |                       |         |  |
| Nr.                                                        | Titlu                             | Autor(i)              | Producător(i)         | Lungime |  |
| 1.                                                         | „Shocked” (DNA mix)               | Stock Aitken Waterman | Stock Aitken Waterman | 3:10    |  |
| 2.                                                         | „Shocked” (DNA 12" mix)           | Stock Aitken Waterman | Stock Aitken Waterman | 6:20    |  |
| 3.                                                         | „Shocked” (Harding/Curnow 7" mix) | Stock Aitken Waterman | Stock Aitken Waterman | 3:18    |  |

| 1990 Japanese edition bonus tracks |                                                      |                       |                       |         |  |
| Nr.                                | Titlu                                                | Autor(i)              | Producător(i)         | Lungime |  |
| 12.                                | „Better the Devil You Know” (The Mad March Hare Mix) | Stock Aitken Waterman | Stock Aitken Waterman | 7:09    |  |

| 2012 Japanese reissue bonus tracks |                                               |         |  |
| Nr.                                | Titlu                                         | Lungime |  |
| 12.                                | „Better The Devil You Know” (Dave Ford Remix) | 5:49    |  |
| 13.                                | „Step Back In Time” (Tony King Mix)           | 7:29    |  |
| 14.                                | „What Do I Have To Do” (Original 12" Mix)     | 7:09    |  |
| 15.                                | „Shocked” (DNA 12" Mix)                       | 6:14    |  |
| 16.                                | „One Boy Girl” (Original 12" Mix)             | 4:56    |  |
| 17.                                | „Things Can Only Get Better” (Original Mix)   | 3:36    |  |

| PWL 2015 Special Edition (Disc 1) |                                                      |         |  |
| Nr.                               | Titlu                                                | Lungime |  |
| 12.                               | „Better The Devil You Know” (The Mad March Hair Mix) |         |  |
| 13.                               | „Step Back In Time” (Walkin' Rhythm Mix)             | 8:00    |  |
| 14.                               | „What Do I Have To Do” (Pumpin' Mix)                 | 7:47    |  |
| 15.                               | „Shocked” (DNA 12" Mix)                              | 6:14    |  |
| 16.                               | „Things Can Only Get Better” (Original Mix)          | 3:37    |  |

| PWL 2015 Deluxe Edition (Disc 2) |                                                 |         |  |
| Nr.                              | Titlu                                           | Lungime |  |
| 1.                               | „Better The Devil You Know” (Dave Ford Mix)     | 5:50    |  |
| 2.                               | „Step Back In Time” (Tony)                      | 7:30    |  |
| 3.                               | „What Do I Have To Do” (Between The Sheets Mix) | 7:05    |  |
| 4.                               | „Shocked” (Harding/Curnow 12" Mix)              | 7:32    |  |
| 5.                               | „Better The Devil You Know” (Alternative Mix)   | 3:20    |  |
| 6.                               | „I am The One For You”                          | 3:12    |  |
| 7.                               | „What Do I Have To Do” (Billy The Fish Mix))    | 7:31    |  |
| 8.                               | „Better The Devil You Know” (U.S. Remix)        | 6:03    |  |
| 9.                               | „One Boy Girl” (12" Mix)                        | 4:57    |  |
| 10.                              | „Shocked” (Harding/Curnow 7" Mix)               | 3:19    |  |
| 11.                              | „Things Can Only Get Better” (Original 12" Mix) | 7:12    |  |
| 12.                              | „What Do I Have To Do” (Sax On The Beach Mix)   | 8:55    |  |
| 13.                              | „Step Back In Time” (The Big Shock)             | 6:38    |  |